# 棒蚌渡口
24°01′06″N 97°54′10″E / 24.01833°N 97.90274°E
棒蚌渡口、又称畔崩渡口，是中华人民共和国云南省德宏州瑞丽市勐卯镇棒蚌（畔崩）的一个中缅边境渡口，通跨瑞丽江，后被取缔。

## 特点
棒蚌渡口位于棒蚌，位于瑞丽江北侧。是中国云南瑞丽棒蚌至缅甸木姐市多约寨的水上通道。随着姐告口岸和畹町口岸的兴起，棒蚌渡口逐渐丧失功能。2020年2月28日，瑞丽市人民政府颁布公告，对渡口渡船进行整改，取缔19个渡口，其中包括棒蚌渡口。